# Маедрос
Маедрос (англ. Maedhros) — у легендаріумі Дж. Р. Р. Толкіна найстарший син Феанора, званий ще Високим. Потрапив у полон до Моргота і був врятований Фінґоном. Мешкав на Пагорбі Гімрінґ і правив довколишніми землями. Створив Союз Маедроса, який розпочався під час 5 битви за Белеріанд. Здійснив 3 Братовбивства разом зі своїми братами, намагаючись виконати проголошену обітницю Феанора, яка стала причиною його загибелі.

## Життєпис

#### Клятва Феанора та прибуття в Середзем'я
Маедрос, з-поміж 7 дітей Феанора, був найстаршим.
Разом зі своїм батьком та братами він проголосив клятву і вони рушили до Середзем'я.
Здійснивши Перше Братовбивство та викравши кораблі телерів, вони дісталися до півночі Аману. Оскільки кораблів було обмаль, було прийнято рішення переплисти море окремими рушеннями. Феанор та його сини відплили першими, залишивши решту чекати. А по прибуттю в Середзем'я, Феанор наказав спалили кораблі, приречуючи на загибель усіх, хто залишився чекати в Амані. Маедрос, був єдиним із синів Феанора, хто не брав участі у підпалі кораблів, і всіляко намагався переконати батька повернути кораблі народу Фінґольфіна.   

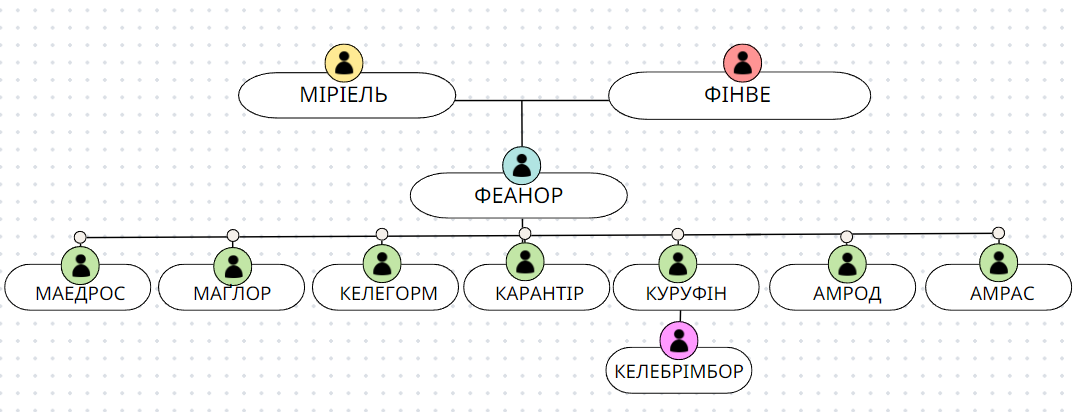
Дім Феанора

#### Даґор— нуїн— Ґіліат
Одразу по прибуттю в Середзем'я на Феанора та його синів напав Моргот. Так розпочалася 2 битва за Белеріанд — Даґор — нуїн — Ґіліат (Підзоряна Битва). Нольдори, хоч і були менш численні, здобули перемогу.  

#### Смерть Феанора та отримання титулу Короля Нольдорів
Однак Феанор кинувся і далі переслідувати орків, не знаючи ані місцевості, ані реальної сили Ворога. Тож невдовзі він втрапив у засідку балрогів, які завдали йому смертельних ран. Сини підхопили батька, який перед смертю наказав їм дотримати клятву і помститися.  
Таким чином, титул Верховного Короля Нольдорів перейшов до Маедроса, як до його найстаршого сина.  

#### Полон та порятунок
І коли помер Феанор, до його синів прибули посли Моргота. Тоді Маедрос пішов на переговори, хоч і не мав довіри до Ворога. Там він втрапив у засідку, його схопили та привели до Анґбанда. Тоді Маедроса підвісили на Танґородрімі над безоднею, і таким чином тримали його заручником, допоки нольдори не припинять війни та не повернуться на Захід, або ж поки не покинуть Белеріанд.  
В цей час до Белеріанду прибуло рушення Фінґольфіна і коли Фінґон (найстарший син Фінґольфіна) дізнався, що Маедрос у полоні, він вирушив на його пошуки, в пам'ять про давню дружбу. За допомогою Манве та Орлиного Короля Торондора він врятував свого друга і таким чином примирив нольдорів.  
Маедрос вибачився за зраду свого батька і зрікся від титулу Короля Нольдорів (титул перейшов до Фінґольфіна).
Після цього Маедрос із братами оселилися на землях довкола Пагорба Гімрінґ, які стали називати Рубежем Маедроса.  

#### Даґор— Аґлареб
Потім відбулася 3 битва за Белеріанд — Даґор — Аґлареб (Славетна Битва) — Моргот випустив орчу зграю, але оскільки ельфи 2 домів об'єднали свої сили проти ворога, їх армія на чолі з Маедросом та Фінґольфіном розгромила поплічників Моргота та розпочала облогу Анґбанда, яка тривала майже 400 років. Після цього запанували довгі роки миру.

#### Даґор— Браґоллах
Допоки не почалася 4 битва за Белеріанд — Даґор — Браґоллах (Битва Раптового Полум'я). Моргот вивільнив полум'яні ріки, які затопили рівнини., виступили орки, балроґи та Ґлаурунґ Золотий — отець драконів. І хоча Маедрос бився з неабиякою відвагою і не дав захопити твердиню на Пагорбі Гімрінґ, інші навколишні тириторії, якими керували сини Феанора — були захоплені.

#### Союз Маедроса та Нірнаєт— Арноєдіад
Діяння Берена та Лутієн показали, що Моргот вразливий, тож Маедрос сповнився надією повністю розгромити Ворога. Аби підвищити шанси ельдарів на успіх, він створив Союз Маедроса — об'єднання ельфів з різних домів та ельфо-друзів для боротьби. Проте отримав менше підтримки ніж сподівався. Так почалася 5 битва за Белеріанд — Нірнаєт — Арноєдіад (Битва Незлічених Сліз), яка закінчилась великими втратами та поразкою союзників. Втім доля врятувала синів Феанора: хоч вони були поранені, ніхто не загинув. Маедроса та його військо атакували з трьох сторін і, не витримавши натиску, вони відступили та втекли далеко на схід. З того часу сини Феанора втратили свою славу і поневірялися землями Белеріанду.  

#### Друге Братовбивство
Якийсь час потому, Маедрос та його брати дізналися, що Сильмарилом почав володіти Діор — син Берена та Лутієн. Тому, гнані клятвою Феанора, вони зібралися разом і заявили про власні права. Діор не відповів їм, тому семеро братів напали на Доріат і так зчинилося Друге Братовбивство. У підсумку загинули троє братів Маедроса та Діор з дружиною, а їх синів покинули вмирати у лісі (пізніше Маедрос шкодував про це, і намагався віднайти їх, але марно). Доріат — знищено, а Сильмарил забрала Діорова донька Ельвінґ, яка врятувалась і втекла.  

#### Третє Братовбивство
Проте з часом Маедрос дізнався, де мешкає Ельвінґ зі вцілілим народом і знову висунув вимогу, але отримавши відмову, напав із братами — так сталося Третє Братовбивство — останнє та найжорсткіше. У підсумку Маедрос і його брат Маґлор перемогли у битві, хоч і залишились єдиними вцілілими синами Феанора. Проте Коштовність вони не отримали, адже Ельвінґ разом із ним на шиї, кинулася в море.  

#### Війна Гніву
Потім відбулася 6 битва за Белеріанд — Війна Гніву, яка поклала край владі Моргота, а 2 Сильмарили повернули валари. Проте Маедрос та Маґлор знову висунули вимогу валарам повернути Сильмарили, а потім викрали їх. Два брати узяли із собою по каменю і розійшлись. Проте, оскільки вони позбулися права володіти Коштовностями, а клятва була марною — їх спіткала сумна доля: Сильмарил обпалив руку Маедроса, тож він кинувся з каменем у вогняну прірву і там зустрів свою смерть. А Маґлор теж не зніс болю від опіку, тому кинув Сильмарил у Море і відтоді довіку бродив берегами.